# Ампельні рослини
А́мпельні росли́ни — декоративні рослини із звисаючими пагонами або виткими стеблами і гарним листям.
Вирощують їх у підвісних вазах (амплях), горщиках і ящиках.
Ампельні рослини розводять у кімнатах, на балконах, у громадських приміщеннях, прикрашають ними арки, колони, постаменти, капітелі, зовнішні підвіконня тощо.